# 厄尔河畔克鲁瓦西
厄尔河畔克鲁瓦西（法語：Croisy-sur-Eure，法語發音：[kʁwazi syʁ œʁ]）是法国厄尔省的一个市镇，位于该省东部，属于埃夫勒区。

## 地理
厄尔河畔克鲁瓦西（49°1'45"N, 1°20'48"E）面积3.95 平方千米，位于法国诺曼底大区厄尔省，该省份为法国北部内陆省份，北起滨海塞纳省，西接奧恩省和卡爾瓦多斯省，南至厄尔-卢瓦省，东临瓦兹省、瓦兹河谷省和伊夫林省。
与厄尔河畔克鲁瓦西接壤的市镇（或旧市镇、城区）包括：卡尤埃-奥热维尔、梅尼耶、厄尔河畔帕西、厄尔河畔沃。

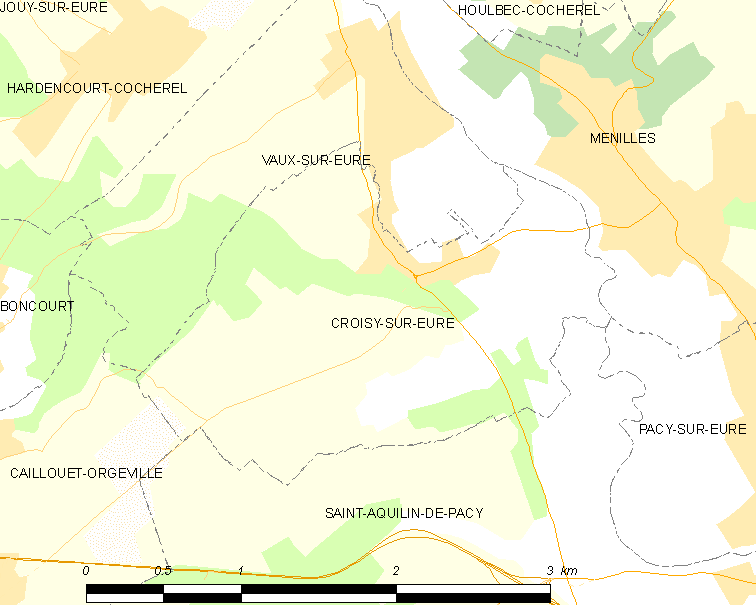
厄尔河畔克鲁瓦西的OSM定位图

厄尔河畔克鲁瓦西的时区为UTC+01:00、UTC+02:00（夏令时）。

## 行政
厄尔河畔克鲁瓦西的邮政编码为27120，INSEE市镇编码为27190。

## 政治
厄尔河畔克鲁瓦西所属的省级选区为厄尔河畔帕西县。

## 人口

1962-2008年间厄尔河畔克鲁瓦西人口变化图示

厄尔河畔克鲁瓦西于2022年1月1日时的人口数量为225人。